# Podwódka
Podwódka – wieś w Polsce położona w województwie łódzkim, w powiecie bełchatowskim, w gminie Kluki przy drodze krajowej nr 74, 8 km na zachód od Bełchatowa.
Jest to typowa rzędówka, od wschodu ograniczona lasem.
Na terenie wsi Podwódka istnieje dobrze oznakowany szlak turystyczny. Prowadzi on przez las w pobliżu bagien i jeziora. Bliskość przyrody skłania spore ilości ludzi do osiedlania się na terenie wsi. 
W latach 1975–1998 miejscowość administracyjnie należała do województwa piotrkowskiego.